# Cratere Pulfrich
Pulfrich è un cratere sulla superficie di Plutone.